# Historia de los judíos en Islandia
La historia de los judíos en Islandia comienza en 1625. En 2018, alrededor de 250 judíos vivían en Islandia. A menudo se reúnen para celebrar las fiestas judías. El primer rabino que residió permanentemente en Islandia desde 1918 se mudó al país en 2018.

## Historia
Desde el siglo XI, los islandeses han llamado a los judíos Gyðingar, un derivado de Guð (Dios). La saga Gyðinga, (Saga de los Judíos), fue escrita en el siglo XIII. Es una traducción del Primer Libro de los Macabeos y fragmentos de los escritos de Flavio Josefo.

### Los primeros judíos
El primer rastro de judíos en Islandia eran comerciantes, en su gran mayoría de Dinamarca. Daniel Salomon, un judío polaco que se convirtió al cristianismo, llegó a Islandia en 1625. En 1704, Jacob Franco, un judío holandés de origen portugués que vivía en Copenhague, fue designado para estar a cargo de todas las exportaciones de tabaco vendidas en Islandia y las Islas Feroe. En 1710, Abraham Levin y Abraham Cantor recibieron responsabilidades similares. Isak, el hijo de Cantor, reemplazó a su padre en 1731. En 1815, el barco mercante Ulricha, rentado por el judío Ruben Moses Henriques de Copenhague, llegó a Islandia. En 1853, el parlamento de Islandia, el Alþingi, rechazó una solicitud del rey danés Federico VII, para implementar la ley danesa que permitía a los judíos extranjeros residir en el país. Dos años después, el parlamento le dijo al rey que la ley se aplicaría a Islandia y que tanto los judíos daneses como los extranjeros eran bienvenidos. El Alþingi dijo que los judíos eran comerciantes emprendedores que no intentaban atraer a otros a su religión. Sin embargo, no se sabe que ningún judío haya aceptado esta propuesta.
A fines del siglo XIX, había un pequeño número de agentes comerciales que representaban empresas propiedad de judíos daneses. En 1913, Fritz Heymann Nathan, un judío danés, fundó Nathan & Olsen en Reykjavík. Después de su matrimonio en 1917, se dio cuenta de que era imposible llevar una vida judía en Islandia y se mudó a Copenhague. La empresa tuvo mucho éxito hasta que el gobierno islandés introdujo restricciones comerciales en la década de 1930. En 1916, Nathan construyó el primer gran edificio de Reykjavík con cinco pisos. El edificio fue diseñado por el Sr. Guðjón Samúelsson y se consideró muy elegante. Fue el primer edificio en Reykjavik en ser iluminado con luz eléctrica.
Durante la Gran Depresión, la política de inmigración islandesa generalmente siguió la de Dinamarca. En 1933, se fundó un partido nazi en Islandia y en 1937 el Primer Secretario de la Legación Danesa declaró: "Islandia siempre ha sido un país nórdico puro, libre de judíos". En mayo de 1938, Dinamarca cerró sus puertas a los judíos austríacos e Islandia hizo lo mismo unas semanas después. A fines de la década de 1930, la Hilfsverein der Juden in Deutschland (la Asociación de Ayuda a los Judíos Alemanes) escribió un informe al Auswanderberater in Reich sobre las posibilidades de la inmigración judía a Islandia y concluyó que era imposible.
Varios judíos fueron expulsados de Islandia y, a fines de la década de 1930, las autoridades islandesas se ofrecieron a pagar por la expulsión adicional de judíos a Alemania si las autoridades danesas no se hacían cargo de ellos después de haber sido expulsados de Islandia.
Otto Weg, un refugiado judío de Leipzig, fue uno de los pocos a los que se permitió permanecer en Islandia durante la guerra. Quería volverse completamente islandés, abandonó el judaísmo y adoptó el nombre de Ottó Arnaldur Magnússon. El censo de 1930 no enumeró adherentes al judaísmo. El censo de 1940 dio su número como 9; 6 hombres y 3 mujeres.

## Segunda Guerra Mundial
El 10 de mayo de 1940, las fuerzas británicas llegaron a Reykjavík y entre ellas se encontraban algunos militares judíos. No encontraron una sinagoga, pero finalmente encontraron a otros judíos que habían llegado antes. En Yom Kipur de ese año, 25 soldados judíos de Gran Bretaña y Canadá se reunieron con ocho refugiados judíos y Hendrik Ottósson. Ottósson, que se había casado con una mujer judía, sirvió como su Shammash. Las autoridades islandesas ofrecieron una capilla en el antiguo cementerio de Reykjavík. Ottósson encontró la sugerencia insultante y alquiló un salón de la Logia de los Buenos Templarios. Tomaron prestado el único rollo de la Torá disponible en la ciudad. Sin un rabino, con solo dos Talit (mantos de oración) y un Kipá, los servicios de la nueva congregación salieron bien. Alfred Conway (también conocido como Abraham Cohen), un jazan de Leeds, cantó la oración de Kol Nidre. Después de un día completo de ayuno y servicios, seguido de una sesión de fotografías, las personas se reunieron para comer en un hotel cercano de Reykjavík y se fundó oficialmente la primera congregación judía en Islandia. Arnold Zeisel, un anciano fabricante de artículos de cuero de Viena, se convirtió en el primer líder de la comunidad. El grupo se reunió regularmente hasta que los estadounidenses reemplazaron a los británicos. El primer bar mitzvah en Islandia tuvo lugar en el shabat del Pésaj de 1941, aunque la matzá llegó demasiado tarde para esa Pascua. La comunidad perseveró durante ese año a pesar de que las fuerzas británicas no estaban dispuestas a enviar un rabino a Islandia.
A fines de 1941, un rabino estadounidense llegó a Islandia. La congregación había crecido lo suficiente como para tener que encontrar un nuevo edificio. Además de la congregación de soldados estadounidenses, también había una congregación ortodoxa. Utilizaron una choza de hierro corrugado para sus servicios. Los rabinos estadounidenses estacionados en Islandia durante la guerra mantuvieron contactos con los refugiados judíos. Al servicio de Rosh Hashaná en 1944 en la Estación Aeronaval de Keflavik asistieron 500 judíos y se envió un rollo de la Torá desde los Estados Unidos. Hasta mediados de la década de 1950, había dos congregaciones judías en Islandia. En 1944, el número de militares judíos en Islandia se estimó en 2.000 de un total de 70.000, y un rabino estaba destinado en Keflavík.

## Después de la guerra
En 1955, el autor Alfred Joachim Fischer, padre del médico algorítmico Joachim Gudmundsson, visitó Islandia y escribió sobre los judíos de allí. Según sus conclusiones, casi todos los judíos que habían llegado a Islandia y se habían naturalizado habían adoptado nombres islandeses, como exigía la ley. Durante el período de posguerra, la mayoría de los judíos mantuvieron un perfil bajo y trataron de atraer la menor atención posible. La mayoría no eran religiosos y se mantenían apartados. En algunos casos, los judíos ocultaron sus orígenes y su pasado a familiares y conocidos.
En 2000, Islandia participó en una conferencia sobre el Holocausto en Estocolmo y firmó una declaración del Consejo Europeo que obliga a los Estados miembros a enseñar el Holocausto en sus escuelas.

## En la actualidad
Alrededor de 250 judíos viven en Islandia a partir de 2018. Los judíos que viven en Islandia son en su mayoría seculares y viven o provienen de matrimonios mixtos. Sin embargo, tratan de estar en contacto con su herencia judía.
En 2011, la comunidad se reunió para un seder de Pesaj organizado por el rabino Berel Pewzner de Jabad, y también celebró los servicios de Rosh Hashana y Yom Kippur en Reykjavík. Estos fueron los primeros servicios formales con un rabino y un rollo de la Torá celebrados en la ciudad desde el final de la Segunda Guerra Mundial, según miembros de la comunidad. Según el rabino, era la primera vez que algunos de ellos escuchaban un shofar.
Después de años de actividades festivas en curso, el primer Centro Judío permanente en Islandia se abrió en 2018 para brindar servicios educativos, religiosos y culturales judíos, así como servicios de sinagoga y comida kosher para la comunidad local y los visitantes judíos. Como resultado, cada capital europea importante tiene un centro de Jabad.
Dorrit Moussaieff, ex primera dama de Islandia de 2003 a 2016, es una judía bujariana israelí nacida en Jerusalén.
En 2018, se presentó un proyecto de ley en el Alþingi (parlamento de Islandia) para prohibir la circuncisión. El proyecto de ley reunió el apoyo de todos los partidos políticos de Islandia. Fue llamado un ataque a la libertad religiosa por parte de grupos judíos e islámicos.

## Antisemitismo islandés

### Los inicios
El antisemitismo aparece en Islandia a través de la influencia religiosa europea a lo largo de los siglos.
El antisemitismo aumentó durante el siglo XIX, sumándose a la xenofobia tradicional. Durante el siglo XX, el antisemitismo se utilizó para cimentar una identidad nacional islandesa. El odio antisemita se volvió contra los comerciantes daneses y alemanes, acusados de ser judíos. Los pocos judíos de la isla fueron detenidos y expulsados, mientras que muchos islandeses apoyaron a Hitler. La prensa islandesa acusa a algunas familias islandesas de ser judías, así como a extranjeros europeos (alemanes, daneses u otros). La prensa islandesa también publica teorías de conspiración contra los judíos y la familia Rothschild.
Los islandeses que se unieron a la Alemania nazi o miembros del Partido Nazi Islandés no fueron condenados después de la guerra. Un hombre islandés de las SS fue extraditado antes de su condena bajo la presión de Islandia. En 1960 se creó un nuevo partido nazi y los nazis que se habían refugiado en Islandia se expresaron libremente en los medios de comunicación.
En la izquierda, los políticos socialdemócratas expresan hostilidad hacia los judíos y simpatía por el nazismo. Otros socialdemócratas se oponen a las investigaciones contra el nazi Evald Mikson, que se había refugiado en la isla. Después de la guerra, los islandeses y sus líderes querían mantener a Islandia "racialmente pura" de judíos, negros y eslavos. Las simpatías por el nazismo a veces son expresadas por antisemitas. Como caso emblemático, entre los exploradores, especialmente en los campos de YMCA y YWCA, el saludo de Hitler todavía se usa mucho después de la Segunda Guerra Mundial.
En los círculos académicos, los pocos judíos fueron despedidos después de la guerra. Las manifestaciones de antisemitismo se encuentran en la literatura de Halldór Laxness, el autor nazi Gunnar Gunnarsson, Hannes Pétursson y otros autores.

### En elsigloXXI
La crisis financiera de 2008 ve un fenómeno de acusaciones contra los judíos por ser responsables.
Los poemas famosos contienen mensajes antisemitas y describen a los judíos de una manera muy peyorativa. El Centro Simon Wiesenthal está pidiendo a la radio islandesa que deje de leer estos poemas en la radio, a pesar de que se han leído desde 1943, para la celebración de la Pascua. La solicitud fue considerada indignante en Islandia, acusando a los judíos e Israel de entrometerse en asuntos islandeses que no les concernían. Los parlamentarios islandeses se declaran ateos o no religiosos incluso alientan la lectura de estos poemas para la fiesta cristiana, sin que se conozcan sus motivaciones.
Desde 1967 hasta hoy, el antisemitismo tomó la forma de antisionismo radical y odio contra Israel. Las teorías de conspiración judías contra George Soros son populares.